# Hyposmocoma papahanau
Hyposmocoma papahanau là một loài bướm đêm thuộc họ Cosmopterigidae. Nó là loài đặc hữu của Nihoa. Loài địa phương ở Miller Canyon.
Sải cánh dài khoảng 8.8 mm.